# Cophura caca
Cophura caca là một loài ruồi trong họ Asilidae. Cophura caca được Pritchard miêu tả năm 1943. Loài này phân bố ở vùng Tân Bắc giới.